# メカラ ウロコ・7
『メカラ ウロコ・7』は、日本のロックバンド・THE YELLOW MONKEYのライブ・ビデオ。1998年10月21日に日本コロムビアより発売。
シングル「MY WINDING ROAD」が同日発売。

## 概要
1996年12月28日に日本武道館で行われた企画ライブ「メカラ ウロコ・7」の模様を収録。セットリストはインディーズ～3rdアルバム「jaguar hard pain」までの楽曲で構成。全セットリストが網羅されているわけではなく、数曲カットで収録。2009年に発売された「メカラ ウロコ・LIVE DVD BOX」に完全版が収録された。吉井は、追憶の銀幕の演出に「MORALITY SLAVE」をしたかったと言っている。

## 収録曲
1. OPENING
2. MORALITY SLAVE
3. DRASTIC HOLIDAY
4. LOVERS ON BACKSTREET
5. SECOND CRY
6. FINE FINE FINE
7. RED LIGHT
8. セルリアの丘
9. フリージアの少年
10. アバンギャルドで行こうよ
11. 悲しきASIAN BOY
12. THIS IS FOR YOU
13. 真珠色の革命時代 (PEARL LIGHT OF REVOLUTION)
14. SUBJECTIVE LATE SHOW
15. <DVD映像特典>MERRY X'MAS (1998.12.28 Live at 日本武道館)

## 完全版
2009年12月8日発売の「メカラ ウロコ・LIVE DVD BOX」に収録。
曲名の後に（※）がついているものが初映像化となった楽曲。
1. OPENING
2. MORALITY SLAVE
3. DRASTIC HOLIDAY
4. LOVERS ON BACKSTREET
5. FAIRY LAND （※）
6. SECOND CRY
7. FINE FINE FINE
8. A HENな飴玉 （※）
9. 薔薇娼婦麗奈 （※）
10. RED LIGHT
11. セルリアの丘
12. 天国旅行 （※）
13. FOXY BLUE LOVE （※）
14. SLEEPLESS IMAGINATION （※）
15. フリージアの少年
16. WELCOME TO MY DOGHOUSE （※）
17. アバンギャルドで行こうよ
18. 悲しきASIAN BOY
19. THIS IS FOR YOU
20. 真珠色の革命時代 (PEARL LIGHT OF REVOLUTION)
21. SUBJECTIVE LATE SHOW
22. シルクスカーフに帽子のマダム （※）
23. 楽園 （※）